# Пабло Баррера
Пабло Баррера (ісп. Pablo Edson Barrera Acosta, нар. 21 червня 1987, Тлальнепантла-де-Бас) — мексиканський футболіст, фланговий півзахисник клубу «Крус Асуль».
Насамперед відомий виступами за клуби «УНАМ Пумас», «Вест Гем Юнайтед» та «Реал Сарагоса», а також національну збірну Мексики.
У складі збірної — дворазовий володар Золотого кубка КОНКАКАФ.

## Клубна кар'єра
У дорослому футболі дебютував 2005 року виступами за команду клубу «УНАМ Пумас», в якій провів п'ять сезонів, взявши участь у 85 матчах чемпіонату.
Своєю грою за цю команду привернув увагу представників тренерського штабу клубу «Вест Гем Юнайтед», до складу якого приєднався 2010 року. Відіграв за клуб з Лондона один сезон своєї ігрової кар'єри.
Наступний сезон провів в іспанській команді «Реал Сарагоса».
До складу клубу «Крус Асуль» приєднався 2012 року. Наразі встиг відіграти за команду з Мехіко 15 матчів в національному чемпіонаті.

## Виступи за збірні
2007 року  залучався до складу молодіжної збірної Мексики. На молодіжному рівні зіграв у 5 офіційних матчах, забив 2 голи.
2007 року дебютував в офіційних матчах у складі національної збірної Мексики. Наразі провів у формі головної команди країни 43 матчі, забивши 6 голів.
У складі збірної був учасником чемпіонату світу 2010 року у ПАР.
Був учасником двох розіграшів Золотого кубка КОНКАКАФ: 2009 та 2011 років. Обидва турніри проходили у США. Збірна Мексика  виграла два титули континентального чемпіона.

## Титули і досягнення
- Володар Золотого кубка КОНКАКАФ (2): 2009, 2011
- Чемпіон Мексики (1): 2009 (Клаусура)